# My Old School
Singles de Steely Dan
Show Biz Kids
(1973) Rikki Don't Lose That Number
(1974)
My Old School est une chanson de Steely Dan de 1973 issue de l'album Countdown to Ecstasy. 

## Composition
Les paroles de la chanson racontent l'histoire d'un raid anti drogue en mai 1969 au Bard College, nommé Annandale dans la chanson d'après son emplacement, Annandale-on-Hudson dans l'État de New York. L'incident s'est produit alors que Donald Fagen et Walter Becker étaient étudiants là-bas, la chanson mentionne comment une connaissance féminine les avait trahis à « Daddy Gee » (Gordon Liddy, alors procureur). Selon un article du Pittsburgh Post-Gazette de 2014, 44 personnes sont arrêtées, dont Donald Fagen, qui s'est vu coupé ses cheveux longs à la prison de Poughkeepsie,.

## Accueil
La chanson atteint la 63e place du Billboard Hot 100 en décembre 1973. Cash Box la décrit comme « un changement par rapport au style habituel du groupe, mais certainement un morceau qui va faire vibrer les programmeurs et les auditeurs », AllMusic écrit que « le refrain est de loin le plus efficace de tout l'album Countdown to Ecstasy ». 

## Personnel
- Donald Fagen - piano, chant principal, chœurs
- Walter Becker - basse
- Denny Dias - guitare rythmique
- Jeff Baxter - guitare solo
- Jim Hodder - batterie, percussions
- Sherlie Matthews, Myrna Matthews, Patricia Hall, Royce Jones - chœurs
- Ernie Watts - saxophone
- Johnny Rotella - saxophone
- Lanny Morgan - saxophone
- Bill Perkins - saxophone

## Classements
| Classement (1976)    | Meilleure position |
| -------------------- | ------------------ |
| États-Unis (Hot 100) | 63                 |